# Поляков Михайло Харитонович
Миха́йло Харито́нович Поляко́в (* 31 серпня 1884, Єкатеринбург — † 21 червня 1939, Москва) — керуючий радянським урядом Криму в лютому — листопаді 1921 року.

## Життєпис
Походить з бідної єврейської родини, здобув середню освіту. З юнацтва стає членом більшовицької партії, за участь в страйку виключений з медичного факультету Казанського університету. В Томському технологічному інституті здобув професію вчителя.
Член партії есерів з 1904 року. В 1905—1907 роках займався створенням на Уралі відділень Всеросійського селянського союзу — у В'ятській губернії. Тричі арештовувався царською охранкою, 1914 року висланий до Чердинського повіту Пермської губернії.
Напередодні Лютневої революції працював в союзі земств та міст у Челябінську. Учасник від Оренбурзької губернії Всеросійського з'їзду рад в березні-квітні 1917 у Петрограді.
В часі громадянської війни з 1917 року був головою Челябінської волосної земської управи Челябінського губвиконкому. У грудні 1917 після розколу місцевої організації Партії соціалістів-революціонерів очолив ліве крило та обраний комісаром юстиції області Ради Уралу.
З вересня 1918 — член РКП(б) — прийнятий на 5-му з'їзді Рад, член колегії НКВД.
20 лютого 1921 року за рішенням ЦК РКП(б) прибув з Челябінська до Криму. З 21 лютого до 7 листопада — голова Кримревкому.
Одночасно очолював Економічну нараду й Особливу нараду по боротьбі з бандитизмом при Кримревкомі.
В травні 1921 брав участь у роботі IV-ї, в листопаді — V-ї кримських обласних конференцій РКП(б), в ході яких підтримував ідею створення на території півострова автономної республіки.
Перебуваючи на посаді голови кримського уряду, приділяв велику увагу створенню сприятливих умов для життя на півострові та не підтримував кампанії перейменувань історичних назв міст.
Зокрема, коли на початку 1921 року Кримревком вирішує перейменувати Ялту в Червоноармійськ з мотивом «З назвою Ялта зв'язується уявлення про місто-курорт, яке було колись центром розпусти і розгулу розпусної буржуазії», 25 серпня на обговоренні пленуму Кримського обкому РКП(б) щодо цього питання Поляков висловився за збереження історичної назви, його підтримало 10 з 15 учасників пленуму.
Активно працював в комісії, котра займалася вирішенням питань подальшої долі Криму; часто їздив до Москви для обговорення з керівництвом кримських пропозицій.
В листопаді 1921 на I Всекримському установчому з'їзді рад обраний членом Кримського ЦВК. На першому засіданні ЦВК призначений заступником голови РНК Кримської АСРР та народним комісаром внутрішніх справ Кримської АСРР.
Працював в наркоматах фінансів та комунального господарства РРФСР, в Держплані.
Був головним арбітром при Раді Народних Комісарів РРФСР.
В 1930-х роках Кримським півостровом прокотилася чергова радянська «чистка» — арештовували всіх, хто працював з Велі Ібраїмовим та Султан-Галієвим. Так як Султан-Галієв протягом березня-квітня 1921 та з 1924 року займав посаду голови РНК Кримської АСРР, а Поляков підтримував по роботі тісні зв'язки, Полякова репресували. В лютому 1938 йому висунуто звинувачення в тероризмі. Розстріляний в червні 1939 на полігоні Бутово-Комунарці. Посмертно реабілітований в 1956.